# Владимир Кокановић
Владимир Кокановић (Загреб, 17. август 1988) српски је и словеначки политичар и активиста. Председник је Савеза Срба Словеније.

## Биографија
Владимир Кокановић је рођен у Загребу, главном граду тадашње СР Хрватске, у оквиру СФР Југославије, стицајем околности, јер му је отац Милун био официр Југословенске народне армије и редовног професора Техничке војне академије компнене војске Загреб. Детињство и младост провео је у Београду, у којем се и школовао, завршио Београдску банкарску академију Универзитета Унион и стекао звање мастера на Факултету за предузетнички бизнис и менаџмент некретнина Универзитетa Унион – Никола Тесла.
У Словенију, тачније у Љубљану, преселио се 2016. године због професионалног ангажовања у једној међународној компанији. Одмах се истакао учествовањем у раду друштава словеначких Срба. Након што је 2019. формиран Савез Срба Словеније, кровна организација Срба, поверена му је функција координатора Сектора за здравство и члана Извршног одбора. Године 2020. изабран је за председника Савеза.
Кокановић је својевремено био и успешан спортиста – ватерполиста и џудиста. Чак је наступао и за јуниорску ватерполо репрезентацију Србије и Црне Горе.
Увршћен је у „Енциклопедију националне дијаспоре”, коју уређује Иван Калаузовић Иванус.
Има две сестре, од којих је једна са родитељима у Београду, а друга у Канади.
Ожењен је и са породицом живи у Љубљани.

## Савез Срба Словеније
Владимир Кокановић се налази на челу Савеза Срба Словеније, кровне и највеће организације српских друштава у Словенији, од 2020. године. Залаже се за јединство целокупне српске заједнице у Словенији и спајање свих савеза у један, како би пред властима деловали сложно. Циљ му је да Срби добију статус националне мањине, да им се омогући двојно држављанство и да се српски језик учи допунски у основним школама.
У сарадњи са Српском православном црквом и институцијама и Словеније и Србије жели да допринесе очувању и промоцији српске културе и традиције, да деци из Словеније омогући да посећују Србију, а деци из Србије (нарочито са Косова и Метохије) Словенију, да спречи асимилацију а подржи интеграцију Срба у словеначко друштво и да поспеши сарадњу две земље на свим нивоима.
На листи организације коју предводи су и изградња српске цркве у Копру, издавање књиге „Срби у Словенији”, гостовање српских културно-уметничких друштава из „дежеле” у Србији...
Кокановић је иницијатор многих пројеката од националне важности за оба народа, а на фолклор ставља акценат.